# Драпкин, Зиновий Матвеевич
Зиновий Драпкин (21 августа 1900 — 28 июля 1977) — российский кинорежиссёр, сценарист и актер.

## Биография
В 1917 окончил коммерческое училище им. Н. Н. Селикова в Петрограде.
В 1917-18 — заместитель заведующего Народным домом революционной эстрады (Петроград).
В 1918-19 — секретарь редакции, сотрудник для поручений Петрокомпрода.
В 1919-21 служил в Красной Армии.
В 1922-24 — комендант театра.
В 1925 окончил режиссёрский факультет института экранного искусства.
С 1926 — сценарист и режиссёр ряда киностудий страны: Севзапкино, Совкино, Белгоскино, Лентехфильм, Сибтехфильм, Ленфильм, Воентехфильм, Леннаучфильм.
Умер 28 июля 1977 года, похоронен в Петербурге, на  Преображенском еврейском кладбище

## Фильмография

### Актёр
- 1926 — Дети бури — Климов[2]

### Режиссёр
- 1939 — Танкисты[3]
- 1960 — Виновата папироса
- 1961 — У нас первоклассник

### Сценарист
- 1928 — Железная лошадь
- 1928 — Не так страшен чёрт
- 1939 — Танкисты